# Akela
Akela es el nombre de uno de los personajes de la novela El libro de la selva escrita por el autor Rudyard Kipling. Akela es el jefe de los lobos de la manada de Seeonee, y es uno de los personajes que más importancia tienen en la formación de Mowgli a lo largo de la narración.
Akela es la máxima autoridad dentro de la manada. Al comienzo del libro, toma la decisión de aceptar a Mowgli como uno más en la manada y nombra al oso Baloo y a la pantera Bagheera sus mentores en «las leyes de la selva», en contra de los deseos del tigre Shere Khan.
Shere Khan, el tigre cojo, instiga a los lobos jóvenes para que durante la cacería de un sambar no lo cansaran lo suficiente y hacer que Akela, su jefe, no pudiera así derribarlo. Se trata de una artimaña para que este perdiera su puesto como jefe de la manada y Shere Khan pudiera finalmente apoderarse del humano. Mowgli consiguió acabar con la rebelión de los lobos jóvenes. Según cuenta el libro, Mogwli robó la flor roja (el fuego) a los hombres para evitar ser entregado a Shere Khan al tiempo que salvó también la vida de su amigo Akela, ahuyentó al tigre y restableció el orden en la manada.

## Akela en el escultismo
En el escultismo, «Akela» es el nombre que conceden algunas asociaciones scouts al jefe de la manada de lobatos (conformada normalmente por niños de 7 a 10 años). Las edades pueden variar en cada asociación dependiendo del país.
- Datos: Q2630940
- Multimedia: Akela / Q2630940